# 莫蘭 (明尼蘇達州)
莫蘭（英語：Moland）是位於美國明尼蘇達州賴斯縣里奇蘭鎮區及斯蒂爾縣默頓鎮區的一個非建制地區。

## 地理
莫蘭所處的海拔為高於海平面384米（即1260英呎），而該地所採用的時區為UTC-6，即北美中部時區（CST）。同時該地設有夏令時間，為UTC-6調快一小時，即UTC-5（CDT）。